# The Stirrup Brother; or, The Higher Abdication
The Stirrup Brother; or, The Higher Abdication è un cortometraggio muto del 1914 diretto da Webster Cullison.

## Produzione
Il film fu prodotto dall'Eclair American e venne girato a Tucson, in Arizona.

## Distribuzione
Distribuito dall'Universal Film Manufacturing Company, il film - un cortometraggio in due bobine - uscì nelle sale cinematografiche statunitensi il 3 giugno 1914.